# 펜라이

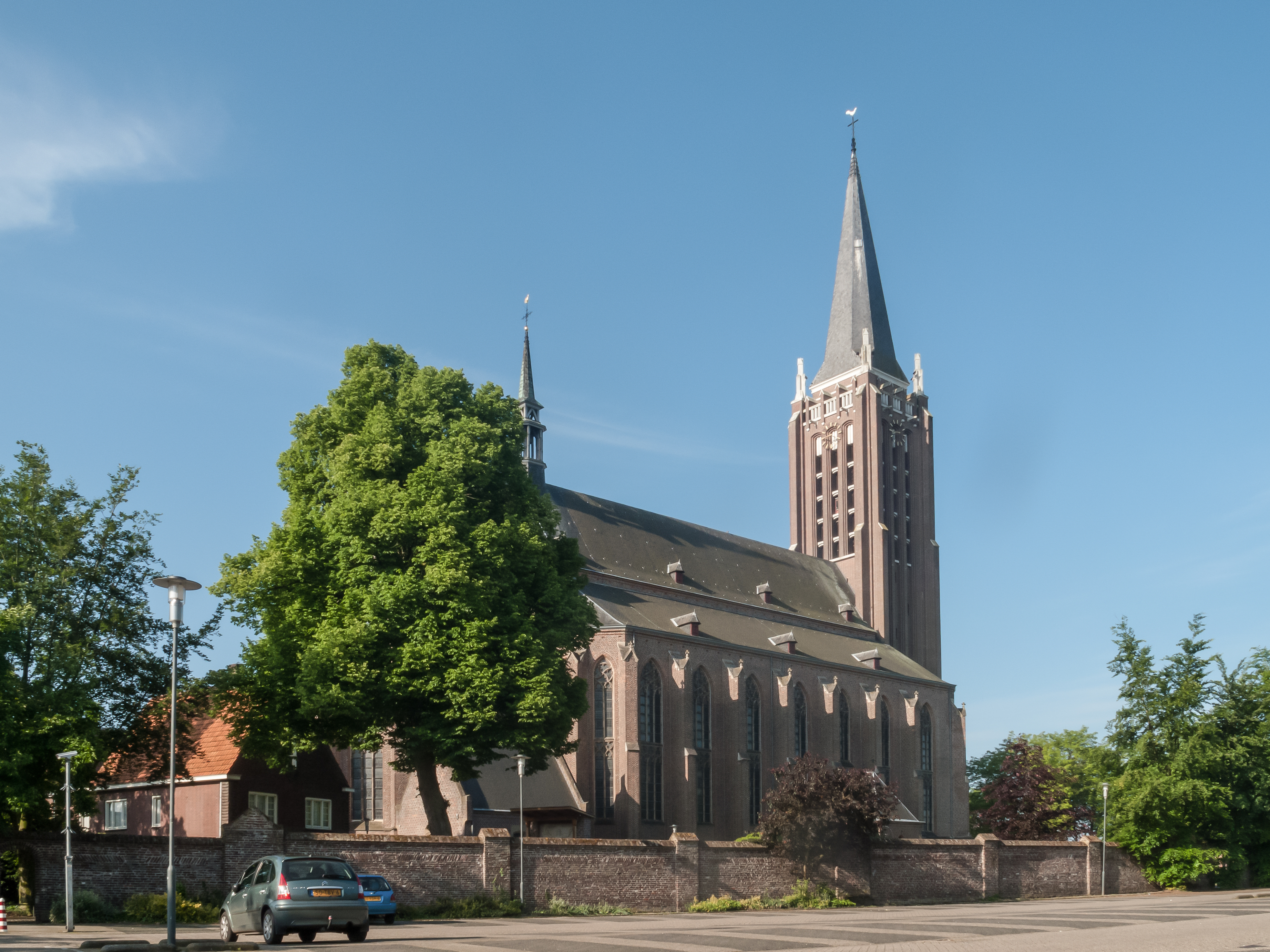
펜라이 성 페트뤼스(Sint Petrus) 교회

펜라이의 위치

펜라이(네덜란드어: Venray, 림뷔르흐어: Venroj)는 네덜란드 남부 림뷔르흐주의 도시로 면적은 165.00km2, 높이는 25m, 인구는 43,215명(2017년 2월 기준), 인구 밀도는 265명/km2이다.

시기
시 문장